# Via Alessandro Torlonia
Via Alessandro Torlonia è un viale alberato carrabile di Roma compreso tra Via Nomentana e Via di Villa Massimo. Ha come traverse via Giovan Battista de Rossi e Via di Villa Torlonia. È compresa nel Quartiere V Nomentano, zona urbanistica 3A del Municipio II di Roma Capitale, in un'area signorile nota come Triangolo Verde, di eccezionale pregio architettonico, urbanistico ed ambientale, per la presenza di edifici di qualità inseriti in parchi pubblici e giardini privati.
Ha un andamento in lieve pendenza, partendo da 50m s.l.m. all'incrocio con Via Nomentana, raggiungendo i 52m alla diramazione di Via G.B. de Rossi, scendendo poi fino a 40 metri alla confluenza in via Ravenna. Sia la strada che i marciapiedi sono pavimentati in asfalto, ma a ridosso del muro di cinta della villa si è conservato un tratto dell'originario marciapiede in mattonelle di cemento della Vianini.

## Tracciato

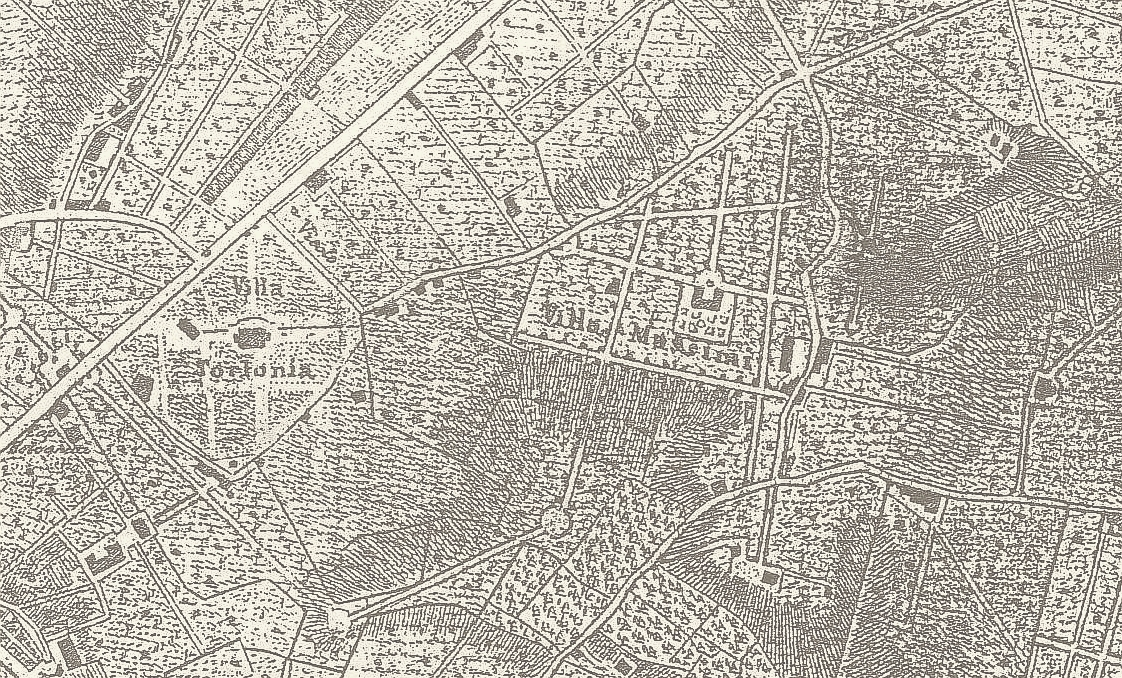
Pianta della Congregazione del Censo, 1832

La strada è divisa in due parti: una, che sale dalla Nomentana, di origine antica ed una, che scende verso piazza Bologna, più recente.
Nel suo primo tratto la strada corrisponde ad una antica via di campagna, già indicata nella pianta di G.B. Nolli, denominata Via o Vicolo di Pietralata, che corrisponde al tracciato delle attuali vie Torlonia, G.B. de Rossi, Famiano Nardini, Oreste Tommasini. La strada costeggiava Villa Massimo; vi si apriva il grande cancello d’ingresso a Villa Ricotti, il cui viale d’accesso è oggi l’attuale via di Villa Ricotti; incrociava il vicolo di Sant’Agnese e proseguiva verso il Fosso della Maranella, (dove oggi corre la linea ferroviaria Roma-Firenze) per oltrepassarlo e raggiungere la tenuta di Pietralata (oggi quartiere Pietralata).
L'apertura del secondo tratto, da Via de Rossi a Via di Villa Massimo - sui terreni già della vigna Fabbri Martora poi Marotti e Frontini - appare risalire al 1930, nell'ambito della sistemazione del quartiere intorno a Piazza Bologna.

## Intitolazione e sistemazione

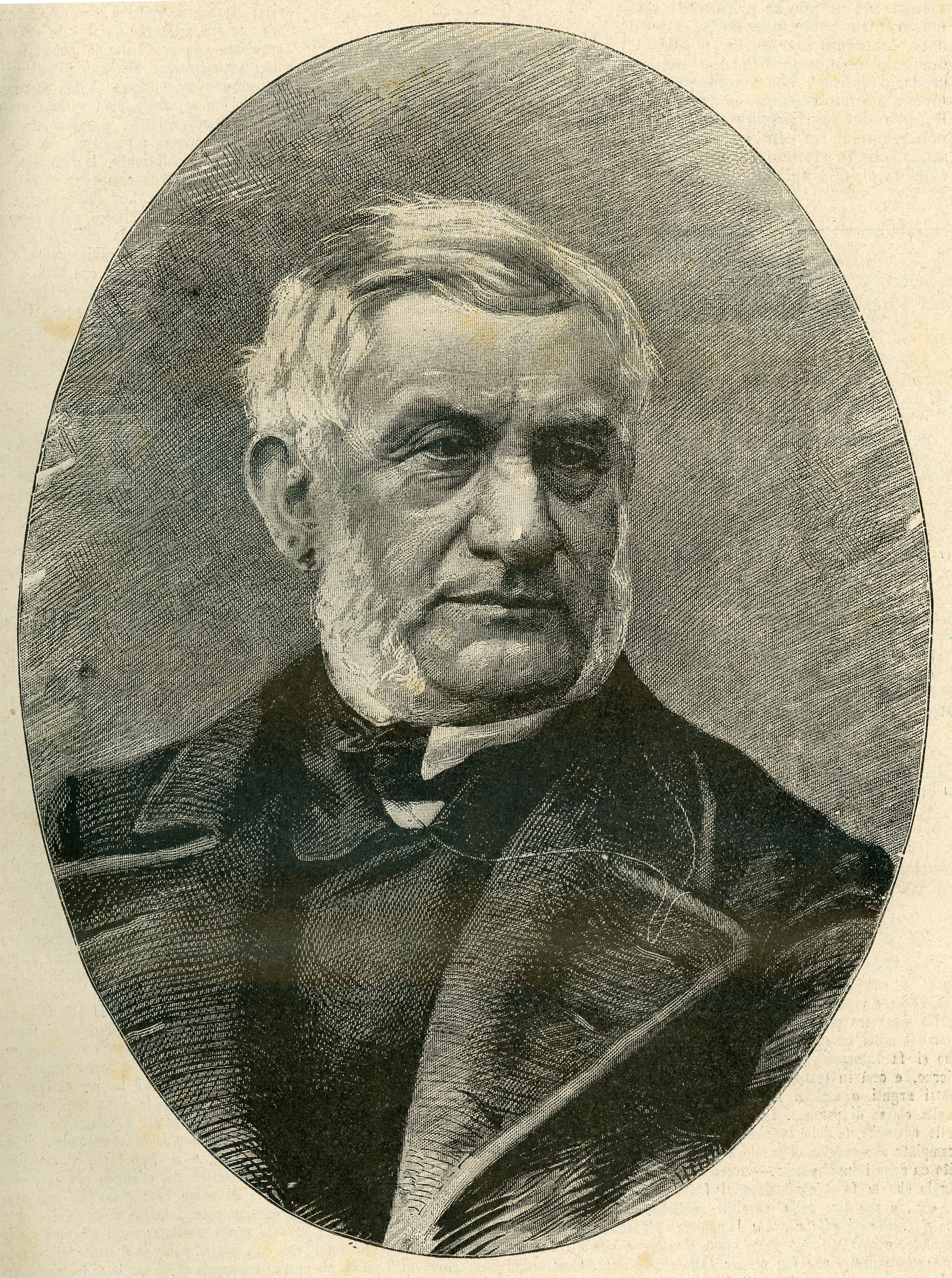
Il principe Alessandro Torlonia (1800-1886)

L'idea di intitolare una strada al principe Alessandro Torlonia, banchiere, committente di molti edifici della Villa adiacente, risale al 1911. Nella Proposta al Consiglio Comunale n. 148 del 08/05/1911 si legge: 
"La Commissione per la nomenclatura delle strade, riunitasi il 4 corrente, ha formulato le seguenti proposte di denominazioni nuove e di variazioni alla nomenclatura attuale, che la Giunta presenta all'On. Consiglio per la sua approvazione: 
1º Quartiere del Banco di Roma a destra della Via Nomentana. Considerando che il detto quartiere sorge nei pressi della Villa Torlonia, il cui fondatore Alessandro Torlonia fu insigne benefattore e illustre mecenate delle arti, si propone di dare il suo nome alla prima via del quartiere che confina appunto con la villa suddetta. E per collegare al nome suo quelli di altre persone che si resero benemerite della città, ricordandone i fasti e le memorie storiche e topografiche, si propone che alle altre vie del quartiere, in corrispondenza dei numeri indicati sulla pianta allegata alla posizione (all. I) siano dati i nomi di: 2. G. Antonio Guattani. 3. Antonio Nibby. 4. Carlo Fea".
La proposta dunque concerneva "una via che confina con la villa omonima". Tuttavia poco dopo il Dizionario Toponomastico del 01/01/1914 la localizza "da Via Nomentana a Via di Pietralata". Si tratta dell'attuale Via Antonio Bosio, poco distante.

 Nella delibera sulla toponomastica di Roma del 21 Luglio 1920 del Consiglio Comunale di Roma, si legge:  
"Quartiere a sinistra di Via Nomentana (oltre Villa Torlonia):
Dal momento che le strade della zona sono dedicate ad archeologi, si riordina in parte la toponomastica locale partendo da questo presupposto. Sono istituite:
- Via Alessandro Torlonia (al posto del primo tratto di Via di Pietralata in previsione dello spostamento di tale strada dove si trova tuttora e lasciando libera la precedente Via Alessandro Torlonia)
- Via Antonio Bosio (in sostituzione della precedente Via Alessandro Torlonia)
- Viale XXI Aprile
- Via Onofrio Panvinio (al primo tratto del Vicolo della Villa)...".
Infine il Dizionario Toponomastico del 01/09/1935 ne riconosce i nuovi limiti, “da Via Nomentana a Viale di Villa Massimo”. 
I lavori di sistemazione superficiale e fognatura vennero appaltati con delibera del Governatore di Roma n° 6389 del 1926.

## Luoghi d'interesse
Parte dalla Via Nomentana, avendo di fronte Villa Paganini. Nel primo tratto, costeggia Villa Torlonia, residenza patrizia dei principi Torlonia, e poi di Benito Mussolini. Durante il fascismo la strada era discretamente presidiata dalla Polizia (si ricordano i cognomi di due agenti, Pace e Paradiso), e sono ancora visibili due nicchie nel muro di cinta utilizzate come garitte.
Oltre il muro di cinta è visibile il Tempio di Saturno, e il complesso dei falsi ruderi, oltre che maestosi pini centenari, alcuni dei quali sciaguratamente abbattuti nel 2024.
Lungo la strada si allineano 14 palazzine signorili, originariamente case di cooperativa, costruite negli anni ’20 e ’30 del XX secolo. Tra queste spicca, al numero 15, nel punto più alto della strada, l'imponente fabbricato curvilineo della cooperativa Roma Augusta, del 1929, in stile neorinascimentale.
- L'edificio moderno all'angolo con Via Nomentana ospita la sede regionale dell'INAIL.
- Al civico 4 si trova una palazzina di Francesco Berarducci, del 1955[3].
- Al n° 9 si trovano cinque Pietre d'inciampo, a commemorare i componenti della famiglia Finzi, deportati ad Auschwitz e periti nel 1943.
- Vi si trovano due istituti religiosi: al civico 6 il convento[4] delle Suore Adoratrici Ancelle del SS. Sacramento e della Carità, in stile neoromanico; e al civico 14 l'Istituto Mater Dolorosa delle Suore Compassioniste Serve di Maria, in un edificio razionalista del 1936[5]. Quest'ultimo fu, durante la Seconda Guerra Mondiale, un centro della Resistenza, e dette rifugio, per volere di Suor Maria Goglia, a numerosi ebrei perseguitati dal nazismo[6].
- Al termine della strada, con ingresso in via di Villa Massimo, si trova il bel Villino Ferretti[7], con un ampio giardino, costruito tra il 1925-26 dal fiorentino Ugo Giovannozzi in stile toscano.

Al MAXXI si conservano due progetti di Enrico del Debbio della fine degli anni '20 per una palazzina commissionata da Andrea Scaldaferri e per una Casa del Balilla e palazzina per il tennis, non realizzata.
In Via di Villa Torlonia 10, il 21 ottobre del 1930, a casa dell'Ambasciatore Alfonso Vinci, si costituisce la società Rugby Roma.

## Abitanti illustri
Nella strada - edificata in origine da cooperative di militari e funzionari dello Stato - hanno abitato: 
- all'11 il Generale Giuseppe Pesce;
- al n° 15 il grande italianista Walter Binni, membro dell'Assemblea Costituente;
- il Generale del Genio Navale Filippo Bonfiglietti, ideatore della prima portaerei italiana;
- al n° 25 il pioniere dell'aeronautica Gaetano Arturo Crocco[11];
- Luigi Pirandello risulta aver abitato in Via Alessandro Torlonia dal 1913

## Sviluppo urbano e progetti
Via Torlonia insiste in un quartiere morfologicamente uniforme con un tessuto composto prevalentemente da villini e palazzine del primo Novecento.
Negli anni '50 tutta la zona fu minacciata dall'ondata di speculazione edilizia che si abbatte sulla Capitale. Molti villini vengono demoliti e sostituiti con costruzioni più moderne e più intensive. A via Torlonia si contano quattro inserti moderni. 
Scriveva Antonio Cederna ne "Il Mondo" del 28 giugno del 1955: 
"Dovunque ci giriamo, il verde di Roma scompare. Nuove costruzioni vanno rapidamente snaturando il carattere di Montesacro, sorto ai suoi tempi come una specie di città giardino, e lo stesso capita alla zona di villini sulla destra di via Nomentana: in via dei Villini, in via Cornelio Celso, in via Alessandro Torlonia, in via Guattani, in via Giovan Battista de Rossi. in viale di villa Massimo dovunque i vecchi villini e i loro giardini vengono distrutti a decine, per cedere il posto alle solite turpi «palazzine»."
(da  "Le ville Distrutte", in I Vandali in Casa, Cederna - Erbani, 2014)
Protagonisti della speculazione sono gli ordini religiosi. Nel 1968 le Suore Adoratrici Spagnole presentano al Comune di Roma un piano di massima per la lottizzazione della loro proprietà. Le associazioni ambientaliste, in primis Italia Nostra, si battono contro l'edificazione del cd. 'orto delle monache', un terreno retrostante alla Casina delle Civette a Villa Torlonia. In quegli anni il destino della stessa Villa Torlonia è incerto, ed essa sarà salvata dalla lottizzazione ed aperta al pubblico come parco solo nel 1976, dal sindaco Argan.
Al termine di decenni di battaglie legali il terreno viene finalmente acquisito al patrimonio pubblico. Il sindaco Walter Veltroni, però, decide, senza alcun dibattito pubblico, né valutazione di impatto ambientale, di destinare l'area a un 'Museo della Shoah". Il progetto, altamente impattante, viene affidato senza concorso all'architetto Luca Zevi. Per quanto di diversa destinazione, il risultato è proprio quello che le battaglie ambientaliste volevano evitare: l'ulteriore cementificazione dell'area.
Nonostante l'area si presenti del tutto inadatta a un edificio di questa rilevanza (il fronte strada è di appena tre metri, e il Museo sarebbe praticamente seminterrato), i lavori per l'edificio vengono più volte ripresi e sospesi. A tutt'oggi l'area (denominata "largo Simon Wiesenthal") è un cantiere.
Un altro fenomeno che ha gravemente impattato la strada è stata la terziarizzazione, vale a dire la sostituzione di residenze con uffici. In assenza di un moderno centro direzionale nella Capitale la richiesta di spazi per uffici si rivolge a un'area di pregio e centrale dove gli appartamenti sono generalmente molto grandi. Il Convento delle Suore Adoratrici Spagnole è stato trasformato in un albergo e in residenza per anziani.

## Collegamenti
È percorsa dalla linea autobus 62: Staz.ne Tiburtina (Mb)/Mazzoni - P.za Stazione S. Pietro (Fl).
Lungo Via Torlonia ci sono 2 fermate:
- Torlonia/Villa Massimo
- Torlonia/Nomentana

In passato la strada era servita da una filovia sempre della linea 62, e da un autobus della linea 63.
La strada è raggiungibile dalla pista Ciclabile Nomentana.